# Pałac w Okmianach
Pałac w Okmianach – wybudowany w XVIII w. w  Okmianach.

## Położenie
Pałac położony jest we wsi w Polsce, w województwie dolnośląskim, w powiecie legnickim, w gminie Chojnów.

## Historia
Obiekt jest częścią zespołu pałacowego, w skład którego wchodzą jeszcze: park pałacowy, z drugiej połowy XIX w., z 180-letnimi lipami drobnolistnymi i dębami; folwark, z czwartej ćwierci XIX w., początku XX w.: gorzelnia; stajnia; dwie obory, spichrz.